# أبدالونيموس

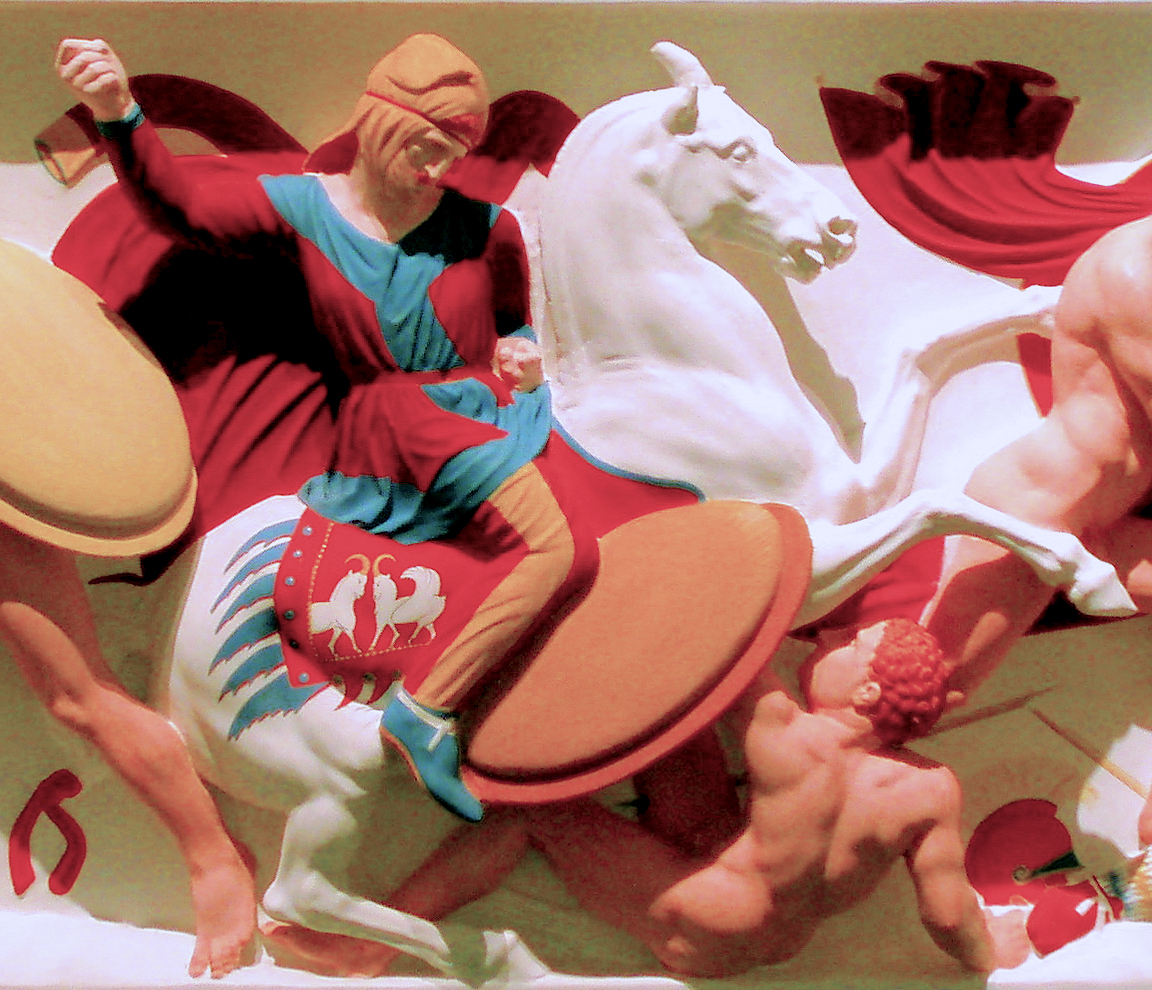
تصوير مزعوم لأبدالونيموس على تابوت الإسكندر.

أبدالونيموس  (اليونانية: Ἀβδαλώνιμος، ت.ح. 'خادم أعلى الآلهة') كان بستانيًا، لكنه من أصل ملكي، جعله الإسكندر الأكبر ملك صيدا في عام 332 قبل الميلاد.   

## حياته
بعد أن أخضع الإسكندر الأكبر صيدا، أعطى الإذن لهيفايستيون لمنح تاجها لمن يشاء. عرضته هيفايستيون على شقيقين أقام عندهما، لكنهما رفضا ذلك، زاعمين أنه وفقًا لقوانينهما، لا يمكن ارتداءه إلا لشخص من دم ملكي. بدلاً من ذلك، رشحوا لذلك أبدالونيموس، الذي، على الرغم من ولادته، صار فقيرا لدرجة أن اضطر لممارسة البستنة ليعول نفسه.

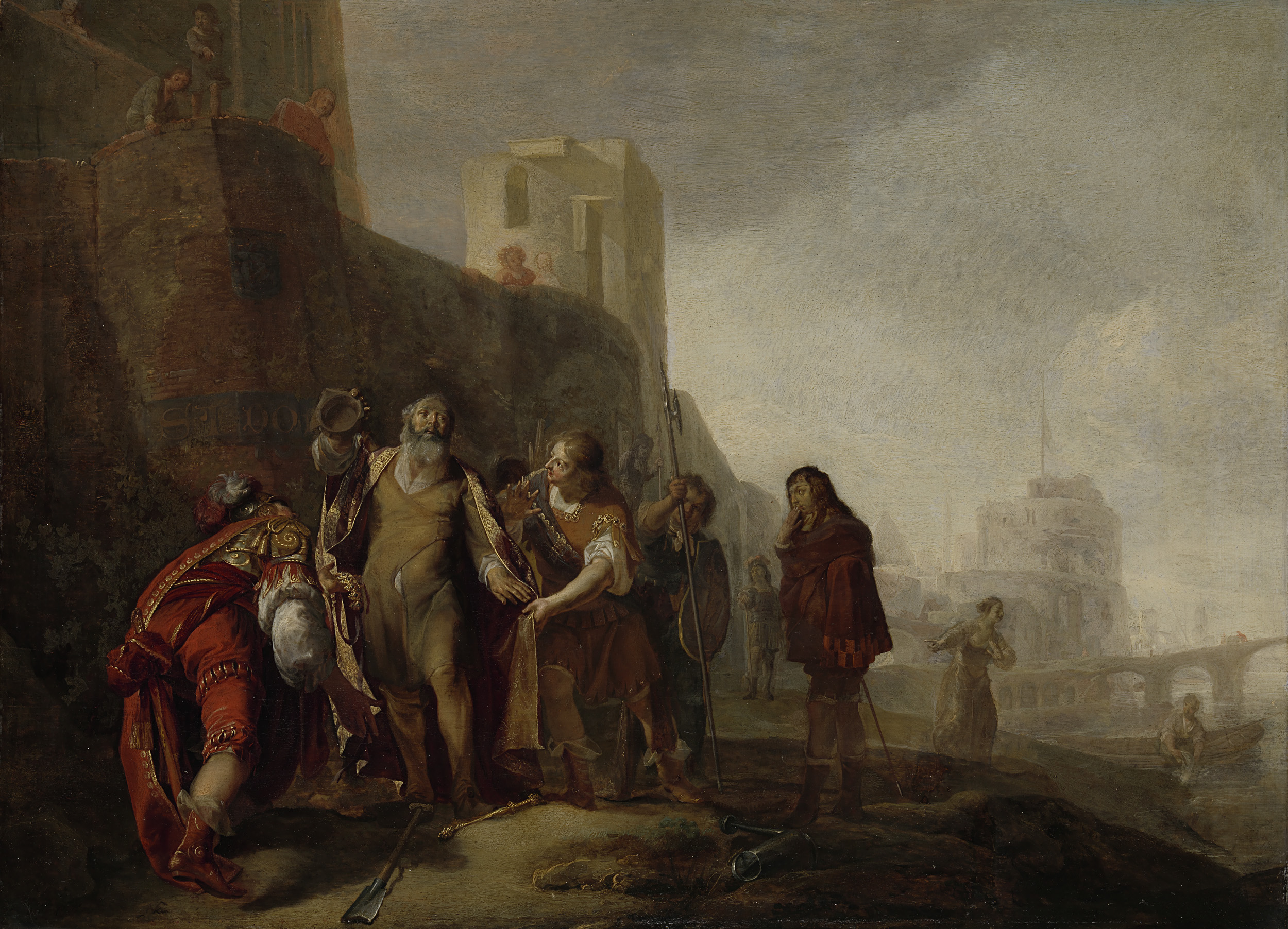
مبعوثو الإسكندر الأكبر يكسون البستاني أبدالونيموس بالشارات الملكية لصيدا

أمرت هيفايستيون الإخوة بحمل التاج الملكي والرداء إلى أبدالونيموس. امتثلا للأمر وذهبا إليه، ووجدوه يزيل الأعشاب الضارة في حديقته. بعد أن اغتسل من آثار العمل، ألبسوه رداء الملك واصطحبوه إلى الإسكندر. وقال الإسكندر الذي رأى علامات علامات التربية الملكية: «أتمنى أن أعرف كيف تحمل فقره». — أجاب أبدالينيموس: «إنني أعيش كما لو كنت في الجنة، لقد وفرت هذه الأيدي جميع احتياجاتي، ولأنني لم أكن أملك شيئًا، لم أرغب في شيء». كان الإسكندر سعيدًا جدًا بهذا الرد، لدرجة أنه أكد ترشيح هيفايستيون، وأعطى الملك الجديد القصر والملكية الخاصة لسلفه ستراتو، بل وزاد من ممتلكاته من البلد المجاورة.
يُعتقد الآن عمومًا أن ما يُسمى «تابوت الإسكندر»، الذي تم اكتشافه بالقرب من صيدا والموجود حاليا في متحف إسطنبول الأثري، هو تابوت أبدالونيموس، على الرغم من أن بعض العلماء يعتقدون الآن أن التابوت الحجري كان لمازايوس، الذي كان نبيلاً فارسيا وكان حاكماً لبابل.
يؤكد كوينتوس كورتيوس هذه القصة، وكذلك جوستين، لكن ديودوروس يسمي ذلك الشخص باسم بالونيموس، ويقول إنه أصبح ملكًا على صور، وليس صيدا. أما بلوتارخ فيقول أنه لملك بافوس، ويطلق عليه اسم ألونيموس. وعلى الأرجح كان كورتيوس يحيط القصة بأحداث خيالية.

## روابط خارجية
- Livius.org: Abdalonymus (بالإنجليزية)